# Roy Roedger
Roy Roedger (* 11. Oktober 1958 in Weston, Ontario) ist ein ehemaliger deutsch-kanadischer Eishockeyspieler. 

## Karriere
Wie Manfred Wolf und Harold Kreis kam Roy Roedger als einer der ersten Deutsch-Kanadier im Sommer 1979 aus Kanada nach Deutschland in die Eishockey-Bundesliga. Der Trainer des Mannheimer ERC, Heinz Weisenbach, hatte insbesondere durch Zeitungsinserate in Kanada nach Spielern mit deutschen Vorfahren gesucht, die sofort eingebürgert werden konnten und das Ausländerkontingent seiner Mannschaft nicht belasteten. Roedger entwickelte sich zu einem herausragenden Stürmer und spielte sechs Jahre in Mannheim. Ab der Saison 1985/86 bis zur Saison 1989/90 spielte er für die Düsseldorfer EG.
Wie auch Manfred Wolf gewann er 1980 mit dem Mannheimer ERC und 1990 mit der Düsseldorfer EG den Deutschen Meistertitel.
Während seiner Laufbahn in Deutschland gelangen ihm in der Hauptrunde in 356 Spielen 187 Tore.
Zweifelhafte Bekanntheit erlangte Roedger durch sein Foul an dem Kölner Stürmer Steve McNeill. Mit einem Stockenden-Stich verletzte er den Gegenspieler so stark am Auge, dass nur aufgrund mehrerer Operationen ein Teil der Sehkraft erhalten blieb. Roedger wurde dafür mehrere Spiele gesperrt und zu einer Schmerzensgeldzahlung in Höhe von 200.000 DM verurteilt.
Roedger ist Mitglied in der Eishockey Hall of Fame Deutschlands.

### International
Mit der deutschen Eishockeynationalmannschaft nahm er an den Olympischen Winterspielen 1984 und 1988 sowie an den
Weltmeisterschaften 1982, 1983, 1985, 1986, 1987 und 1989 teil.

## Sonstiges
Roy Roedger leitete ab 1990 eine Sportmarketinggesellschaft in seinem Geburtsland in Toronto, Ontario.